# مجموعة مصر الحجاز
مجموعة مصر الحجاز هي شركة مساهمة مصرية، أنشأت سنة 1982 على يد رجل الأعمال محمد حلمي، تعمل في مجال الصناعات البلاستيكية ومشتقاتها، يقع مقرها الرئيسي بمدينة القاهرة، ومجمع مصانعها بمدينة العاشر من رمضان بمحافظة الشرقية، حيث يضم 13 مصنع على مساحة 200 ألف متر مربع، وبلغت حصيلة مبيعات الشركة سنة 2017 حوالي 2 مليار جنيه مصري.

## المنتجات
تعمل الشركة في مجال الصناعات البلاستيكية ومشتقاتها ومن أهم منتجاتها:
| - مواسير ووصلات بولي بروبيلين. - مواسير ووصلات يو بي في سي. - مواسير بولي إيثلين. - ملدن داي أوكتايل فاثلات. - خام بي في سي. |  | - خراطيم الكهرباء. - مواسير ووصلات يو بي في سي. - قطاعات يو بي في سي. - مركبات يو بي في سي. |

## وصلات خارجية
- الموقع الرسمي للشركة.
- الصفحة الرسمية للشركة على موقع فيس بوك.